# Chemin du Cimetière
Le chemin du Cimetière est une voie située dans le 12e arrondissement de Paris, en France.

## Situation et accès
Le chemin est situé au sud du bois de Vincennes près de la commune de Charenton-le-Pont. L'accès se fait via l'avenue de Gravelle et permet d'accéder au cimetière ancien de Charenton-le-Pont.

## Origine du nom
La voie tient son nom du fait qu'elle donne accès au cimetière ancien de Charenton.

## Bâtiments et lieux remarquables
- Cimetière ancien de Charenton-le-Pont